# Cuiloxotitla
Cuiloxotitla är en ort i Mexiko, tillhörande kommunen Amecameca i den östra delen av delstaten Mexiko, i den centrala delen av landet. Orten hade 119 invånare vid folkräkningen 2010.